# トッド・ラングレン
トッド・ハリー・ラングレン（Todd Harry Rundgren、1948年6月22日 - ）は、アメリカ合衆国、フィラデルフィア出身のミュージシャンである。幅広い音楽活動を行い、グループ名義、ソロ名義の他、他のミュージシャンのプロデュースも含め、非常に多くの作品を発表している。ニュー・カーズにも参加した。

## 来歴
美しく切ないメロディを作り出すメロディメーカーとしてだけでなく、XTCやバッドフィンガー、グランド・ファンク・レイルロード、ジェシ・ウィンチェスターやザ・バンド、他にもホール&オーツなど数々の有名バンド・アーティストのプロデュースを行ったプロデューサーとして、また1970年代という早い段階から、自分ですべての楽器を演奏しヴォーカルをとる自宅録音を行うなど、マルチプレイヤーとしても知られている。
1980年代後半から1990年代前半にかけて、レピッシュなど、日本のアーティストのプロデュースも手がけたこともある。ハワイに在住し、なお精力的に音楽活動を続けている。リンゴ・スター&ヒズ・オールスター・バンドのメンバーとしてワールドツアーも行っている。
Apple II時代からのApple Computerユーザであり、アップルのコマーシャル映像やイベントなどに登場したこともある。また、Amigaユーザとしても知られ、 Video ToasterやLightWave 3Dを駆使して自ら「Change Myself」のPVを作り上げた。
ペンシルヴェニア州アッパー・ダービー（フィラデルフィア近郊）にて、スウェーデン系移民の血を引く父親とオーストリア系（ドイツ系）移民の血を引く母親の間に生まれる。
17歳の時に、フィラデルフィアを中心とする、ポール・バターフィールド・ブルースバンドの影響を受けた、ウッディーズ・トラックストップなるバンドを振り出しに、1967年にベーシストのカーソン・ヴァン・オステン、ドラマーのトム・ムーニー、シンガー兼キーボードのロバート・アントニと共にナッズを結成。ここで「Open My Eyes」や「Hello, It's Me」といった曲を発表し、注目されることになる。
トッドが音楽的に影響を受けたミュージシャンは、イギリスのロック（ローリング・ストーンズ、ビートルズ、ザ・フー、ヤードバーズやザ・ムーヴなど）、そしてアメリカのヴェンチャーズ、ビーチ・ボーイズ、そしてローラ・ニーロなどだった。他にはギルバート・オサリバン、R&Bのギャンブル&ハフやデルフォニックス、オージェイズなども彼に影響を与えた。
この間にナッズとして、1968年に『ナッズ』、1969年に『ナッズ・セカンド』、1971年に『ナッズ・サード』と3枚のアルバムを発表したが、2枚目のアルバムでトッドとカーソンの2人がナッズを脱退。1970年にナッズは解散した。その後、ニューヨークへ渡ったトッドは、ボブ・ディランやジャニス・ジョプリンのマネージャーとして知られるアルバート・グロスマンに拾われ、レコーディング・エンジニアとしてスタジオワークをこなしていくようになる。1972年にはアルバム『サムシング・エニシング』を発表し、同アルバムからシングル「アイ・ソー・ザ・ライト」が全米16位まで上昇するヒットとなった。後にニュー・カーズと共に活動した。
| 1948年 | 6月22日、ペンシルベニア州アッパー・ダービーに生まれる。 |
| 1967年 | 地元のローカル・バンド、ウッディーズ・トラックストップ (Woody's Truckstop)を脱退 |
| 1967年 | ナッズ (Nazz) を結成する。 |
| 1968年 | デビュー・シングル「オープン・マイ・アイズ」に続き、ファースト・アルバム『ナッズ』リリース |
| 1969年 | セカンドアルバム『ナッズ・セカンド(Nazz Nazz)』リリース。 |
| 1970年 | ナッズ解散。ボブ・ディランのマネージャー、アルバート・グロスマンに見いだされ、ベアズヴィルのエンジニアとして働く。 |
| 1970年 | 3月、ジャニス・ジョプリンのアルバム『パール』のプロデューサーに起用されるが、ジャニスと衝突して降板。 |
| 1970年 | 9月、初のソロ・アルバム『ラント』をアンペックス・レコードよりリリース。 |
| 1971年 | 6月、ソロ第2作『ラント: ザ・バラッド・オブ・トッド・ラングレン』リリース。 |
| 1972年 | 3月、初の2枚組である『サムシング/エニシング? (ハロー・イッツ・ミー)』発売。 |
| 1973年 | 『サムシング/エニシング? (ハロー・イッツ・ミー)』からのシングルカット曲「瞳の中の愛 (I Saw the Light)」がヒットしビルボードチャートで5位となる。ニューヨークに自身のためのスタジオを新築する。 |
| 1973年 | プロデュースを手がけたグランド・ファンクのアルバム『アメリカン・バンド』が全米2位の大ヒット、同名のシングルは全米1位に。 |
| 1974年 | 2月、5枚目のソロ・アルバム『未来から来たトッド』リリース。 |
| 1974年 | 6人編成のバンド、トッド・ラングレンズ・ユートピアを結成する。この後の数年間、このバンドでのライブ活動を積極的に行なう。 |
| 1975年 | トッド・ラングレンズ・ユートピア名義のライブ・アルバム『アナザー・ライヴ』リリース。 |
| 1976年 | バンドを4人編成に縮小、名義もユートピアに改める。そのユートピアを率い初来日。 |
| 1976年 | 6月、脱退したジョン・シーグラーに代わり、カシム・サルトンがオーディションによりユートピアに加入。 |
| 1977年 | 2月、アルバム『太陽神』（ユートピア）リリース。イギリスのアルバム・チャートで27位まで上昇。 |
| 1979年 | ユートピア再来日 |
| 1980年 | 自宅に強盗が入る被害を受ける。犯人の1人は「瞳の中の愛」を口ずさんでいたという |
| 1983年 | ベアズヴィル・レコードを離れる。 |
| 1985年 | ユートピアとしての最後のオリジナル・アルバムとなる『POV』リリース。 |
| 1986年 | プロデュースしたXTCのアルバム『スカイラーキング』リリース。XTCのアンディ・パートリッジとの確執が話題になるが、このアルバムのヒットによりXTCを救うことになる。 |
| 1988年 | ソロとして初来日、バックバンドなしのMIDIを駆使した文字通りの「ワンマン・コンサート」を行う。 |
| 1989年 | ソロ・アルバム『ニアリー・ヒューマン』リリース。ワンマン・レコーディングからホーン隊、女性コーラス隊などによる12人編成のビッグ・バンドに方向転換。女性コーラスの中の一人は、後にトッドの妻となるミッチェル・グレー。 |
| 1990年 | 1月、ビッグ・バンドを率いて来日。このときの東京公演がビデオでリリースされる。 |
| 1991年 | ビッグ・バンドによる2枚目のアルバム『セカンド・ウインド』リリース |
| 1991年 | ビッグ・バンド編成で再来日。 |
| 1992年 | ユートピアを一時的に再結成し来日。5月3日から15日にかけて大阪、東京などで公演を行う。この再結成は日本限定であった（来日直前にサンタ・クララで1回の公演を行った記録あり）。また、同時期に来日していたチープ・トリックの東京公演に飛び入り。※チープ・トリックのギタリスト、リック・ニールセンはトッドの代役として短期間ではあるがナッズに在籍したことがある。 |
| 1992年 | 5月後半から10月にかけて、リンゴ・スター&ヒズ・オールスター・バンドに参加し、北米・ヨーロッパをツアー。ソロ・パートでは「Bang The Drum All Day」などを披露。他のメンバーはジョー・ウォルシュ、デイヴ・エドモンズ、ニルス・ロフグレン、バートン・カミングス、ティモシー・シュミット、ザック・スターキー（リンゴの息子）など。                                |
| 1993年 | 再びワンマン・レコーディングの形に戻りアルバム『ノー・ワールド・オーダー』をリリース。「インタラクティヴ」と銘打った、リスナーによる編集などが可能なCD-I盤も出すが、CD-Iという一般には普及していない特殊なハードウェアが必要であったために、さほど話題にはならなかった。                                                                                   |
| 1993年 | トッドと3人の女性ダンサー（"TR-i Girls"(Michelle Gray, Melanie Macbee and Millie Madjidi)）という編成で来日。観客参加のインタラクティヴ・ショーを行うが、大阪公演は機材のトラブルで中止となる。 |
| 1995年 | 6月、普通のバンド編成で来日。大阪、東京で来日公演。メンバーはジェシ・グレス(G)、ラリー・タッグ(B)、プレイリー・プリンス(D)、ジョン・ファレンジーック(Key,G)ら。テンキーをキーボード代わりに使うパフォーマンスを見せたが、大阪公演では上手く作動せず演奏中に叩き壊す。                                                                                      |
| 1997年 | 新曲の発表をインターネットを通して行なう。 |
| 1999年 | 再びリンゴ・スター&ヒズ・オールスター・バンドに参加。2月から3月にかけて北米をツアー。このときのメンバーは、ゲイリー・ブルッカー、サイモン・カーク、ジャック・ブルース、ティム・キャペロ。 |
| 2000年 | 5月から8月にかけて、カシム・サルトン(B)、トレイ・サバテリ（D)の3人（"Power Trio")で北米をツアー。 |
| 2001年 | アラン・パーソンズ、ジョン・エントウィッスルらと「A Walk Down Abbey Road」と称するビートルズのトリビュートバンドを結成。6月から7月にかけて北米を回る。11月にはこのプロジェクトでの来日公演も実現。 |
| 2002年 | 9月、ソロで来日。ブルーノート東京他で公演。サポートはジェシ・グレス。 |
| 2005年 | エリオット・イーストン、グレッグ・ホークスらが結成した「ニュー・カーズ」に参加を拒否したリック・オケイセックの代役として参加。その他のメンバーとしてカシム・サルトン、プレイリー・プリンスが加わり、5人中3人が本人も含めて"トッド人脈"で占められることとなった。                                                                                           |
| 2006年 | 9月、ソロでカナダ・ツアー。この時のバックはトニー・レヴィン(B)、ジェシ・グレス(G)、ジェリー・マロッタ(D)。 |
| 2008年 | 4月、ソロで来日。バックバンドはカシム・サルトン(B)、ジェシ・グレス(G)、プレイリー・プリンス(D)（サルトンとプレイリーは「ニュー・カーズ」のメンバーでもある）。 |
| 2008年 | 6月、ハワイのカウアイ島でトッドの還暦祝いが盛大に開催される。このイベントは事前にインターネットで告知され、キャンプ形式でファンも参加できるように取り計らわれた。 |
| 2008年 | 9月、アルバム『アリーナ』をリリース。 |

## エピソード
- エアロスミスのボーカリストであるスティーヴン・タイラーの娘で、女優のリヴ・タイラーの育ての親である。リヴはトッドの元ガールフレンドでモデルのビビ・ビュエルとスティーヴンとの間に生まれたが、当時ドラッグ依存が激しかったスティーヴンの元を去ったビビはリヴを連れてトッドのもとに戻り、トッドはリヴが自分の娘でないことを承知の上で引き取った。その後ビビはトッドと別れるが、トッドはリヴを自分の娘として養った。リヴが成長してスティーヴンの娘であることを知り、スティーヴンも自分の姓を名乗ることを勧めたために、リヴ・"タイラー"と名乗ることにした (ただし本名は、"Liv Rundgren Tyler"としている)。
- エリック・クラプトンがクリーム時代に使用していたサイケ・ペイントを施されたギブソン・SGを所有していた。シンコーミュージック発行のギター写真集『世界を変えたギターたち』の記事によると、このギターはクラプトンからジョージ・ハリスンに譲られ、その後、ジョージがプロデュースしてアップル・レコードからデビューした歌手のジャッキー・ロマックスに渡ることになる。トッドがジャッキーにお金を融通した際、このギターをトッドの元に残していったのだが、演奏に使えないほどに傷んでいたため、修復するのが大変だったとのこと。このギターがスタジオに置いてあると、訪れるギタリスト達が皆弾きたがり、遊び始めてしまい仕事にならなくなるため、クローゼットの奥にしまい込んでしまったという。トッドはステージなどで使用した後レプリカを作らせて実物は保管していたが、2000年にサザビーズ・オークションに出品し150,000ドルで落札された。最近のインタビューで「ずっと後になってジャッキーから、あれは貸してただけだから返せと言われた」と語っている。XTCのデイヴ・グレゴリーはアルバム『スカイラーキング』のレコーディングの際、スタジオで手入れもされず無造作に置かれているこのギターを発見し、トッドに頼んでこのギターを使わせて貰った（インタビューによれば「That's Really Super, Supergirl」のソロで使用したという）。
- XTCのアルバム『スカイラーキング』のプロデュースに当たっては、バンドの旅費、宿泊費など一切込みの15万ドルで引き受けた。レコーディングは主にトッドの所有するユートピア・サウンド・スタジオで行われたが、常にプロデューサーを差し置いてサウンドの主導権を握ろうとするアンディ・パートリッジとトッドとの衝突や、パートリッジの態度に耐えかねたコリン・モールディングが脱退を宣言してスタジオを飛び出すなど、トラブル続きであった（コリンはトッドの説得によりスタジオに戻る）。またバンドがミックスダウン中にイギリスに帰ってしまい（トッド曰く｢こんなことは前代未聞｣）、結局、トッドが残った全ての作業を行った。
- サウンドの録音は一人宅録の影響からかさほどシビアではなかったが（むしろマイクの位置などは、かなりいい加減であったという）、イコライザーとコンプレッサーを多用した音造りをするのが独特であったと、トッドにプロデュースされた高野寛やレピッシュのメンバー、またユートピア・サウンドスタジオのエンジニアであったクリス・アンダーセンが語っている。特に強烈にコンプレッサーをかけるのが好きであり、そのある種ローファイなサウンドは彼が幼い頃聞いていたモノラルラジオの影響であると考えられている。実際、先述の『スカイラーキング』の曲をラジオで聞いたデイヴ・グレゴリーは｢すごく良かった｣とのコメントをしている。
- 1989年にリリースされたアルバム『ニアリー・ヒューマン』のジャケットに見られる手形の指の数は、オリジナル盤は作品名をくんでの6本である。しかし日本盤においては過剰な自主規制のあおりを食って5本に修正されてしまった。
- 息子のレックス・ラングレンはアメリカのマイナー・リーグでプレーする内野手であり、もう一人の息子ランディ・ラングレンもミズーリ州の大学で野球をやっている。
- 世界初のペンタブレット用カラーグラフィックソフトウェア「Utopia Graphics System」（1979年発売の最初期の民生用ペンタブレットApple II用の「Apple Graphics Tablet」に付属。）の作者はトッド。

## 日本公演
- 1979年

4月4日 東京厚生年金会館、8日,9日 中野サンプラザ、11日 フェスティバルホール
- 1988年

1月17日 福岡郵便貯金会館、19日,20日 東京厚生年金会館、21日 大阪サンケイホール、24日 渋谷公会堂

2015年
『FUJI ROCK FESTIVAL』に出演

2016年
リンゴ・スターの来日ツアーに参加

2019年
『TODD RUNDGREN THE INDIVIDUALIST TOUR』
5月22日（水）、会場：東京都　錦糸町 すみだトリフォニーホール、5月23日（木）、会場：大阪府　NHK大阪ホール

## ディスコグラフィ

### ソロ・アルバム
| 年   | アルバム・タイトル（邦題）                      | アルバム・タイトル（原題）              |
| ---- | ----------------------------------------------- | --------------------------------------- |
| 1970 | ラント                                          | Runt                                    |
| 1971 | ラント:ザ・バラッド・オブ・トッド・ラングレン   | Runt. The Ballad of Todd Rundgren       |
| 1972 | サムシング/エニシング? (ハロー・イッツ・ミー)   | Something/Anything?                     |
| 1973 | 魔法使いは真実のスター                          | A Wizard, a True Star                   |
| 1974 | 未来から来たトッド                              | Todd                                    |
| 1975 | 未来神                                          | Initiation                              |
| 1976 | 誓いの明日                                      | Faithful                                |
| 1978 | ミンク・ホロウの世捨て人                        | Hermit of Mink Hollow                   |
| 1978 | バック・トゥ・ザ・バーズ (未来への回帰・ライヴ) | Back to the Bars                        |
| 1981 | ヒーリング〜トッドの音楽療法                    | Healing                                 |
| 1982 | トッドのモダン・ポップ黄金狂時代                | The Ever Popular Tortured Artist Effect |
| 1985 | ア・カペラ                                      | A Cappella                              |
| 1989 | ニアリー・ヒューマン                            | Nearly Human                            |
| 1991 | セカンド・ウインド                              | 2nd Wind                                |
| 1993 | ノー・ワールド・オーダー                        | No World Order                          |
| 1995 | インディヴィデュアリスト                        | The Individualist                       |
| 1997 | ウィズ・ア・トゥィスト                          | With a Twist...                         |
| 1998 | アップ・アゲインスト・イット                    | Up Against It                           |
| 2000 | ワン・ロング・イヤー                            | One Long Year                           |
| 2004 | ライアーズ                                      | Liars                                   |
| 2008 | アリーナ                                        | Arena                                   |
| 2011 |                                                 | [Re]Production                          |
| 2011 | Todd Rundgren's Johnson                         |                                         |
| 2013 | ステイト                                        | State                                   |
| 2013 | Todd Rundgren's Johnson Live                    |                                         |
| 2014 |                                                 | Todd Rundgren At The BBC 1972-1982      |
| 2015 | グローバル                                      | Global                                  |
| 2017 |                                                 | White Knight                            |
| 2022 |                                                 | Space Force                             |

### コンピレーション・アルバム
| 年   | アルバム・タイトル（邦題）    | アルバム・タイトル（原題）                     |
| ---- | ----------------------------- | ---------------------------------------------- |
| 1989 | アンソロジー                  | Anthology                                      |
| 1998 | フリー・ソウル                | Free Soul - The Classic of Todd Rundgren       |
| 1999 | ゴー・アヘッド イグノア・ミー | Go ahead.Ignore me - The Best of Todd Rundgren |

## 代表曲
| 年   | 原題                               |
| ---- | ---------------------------------- |
| 1970 | "We Gotta Get You A Woman"         |
| 1972 | 「瞳の中の愛」 - "I Saw the Light" |
| 1972 | "Hello It's Me"                    |
| 1974 | "A Dream Goes On Forever"          |
| 1978 | "Can We Still Be Friends"          |

## 主なプロデュース作品
| 年   | アーティスト                     | 原語表記             | アルバム名                |
| ---- | -------------------------------- | -------------------- | ------------------------- |
| 1970 | ザ・バンド                       | The Band             | Stage Fright              |
| 1971 | バッドフィンガー                 | Badfinger            | Straight Up               |
| 1971 | スパークス（ハーフネルソン名義） | Sparks (Halfnelson)  | Halfnelson                |
| 1973 | ニューヨーク・ドールズ           | New York Dolls       | New York Dolls            |
| 1973 | グランド・ファンク・レイルロード | Grand Funk Railroad  | We're an American Band    |
| 1974 | グランド・ファンク・レイルロード | Grand Funk Railroad  | Shinin' On                |
| 1974 | ホール & オーツ                  | Hall & Oates         | War Babies                |
| 1976 | スティーヴ・ヒレッジ             | Steve Hillage        | L                         |
| 1977 | ミート・ローフ                   | Meat Loaf            | Bat out of Hell           |
| 1978 | チューブス                       | The Tubes            | Remote Control            |
| 1979 | トム・ロビンソン・バンド         | Tom Robinson Band    | TRB Two                   |
| 1979 | パティ・スミス・グループ         | Patti Smith Group    | Wave                      |
| 1981 | ニュー・イングランド             | New England          | Walking Wild              |
| 1982 | サイケデリック・ファーズ         | The Psychedelic Furs | Forever Now               |
| 1983 | チープ・トリック                 | Cheap Trick          | Next Position Please      |
| 1985 | チューブス                       | The Tubes            | Love Bomb                 |
| 1986 | XTC                              | XTC                  | Skylarking                |
| 1989 | レピッシュ                       | レピッシュ           | KARAKURI HOUSE            |
| 1990 | 高野寛                           | 高野寛               | Cue                       |
| 1990 | ジル・ソベル                     | Jill Sobule          | Things Here Are Different |
| 1991 | 高野寛                           | 高野寛               | Awakening                 |
| 2000 | バッド・レリジョン               | Bad Religion         | The New America           |
| 2009 | ニューヨーク・ドールズ           | New York Dolls       | Cause I Sez So            |

## 関連作品
- トリビュート・アルバム『トッドは真実のスーパースター』（トッド自らトラックダウンを担当、1997年）

## 書籍
- 『トッド・ラングレン 全能の人』　（リットー・ミュージック、1997年） ISBN 4-8456-0248-2
- 『トッド・ラングレンのスタジオ黄金狂時代 魔法使いの創作技術』（ブルース・インターアクションズ、2011年） ISBN 486020428X / ISBN 978-4860204280